# Комишівська волость
Комишівська волость — адміністративно-територіальна одиниця Зіньківського повіту Полтавської губернії з центром у селі Комиші.
Станом на 1885 рік — складалася з 16 поселень, 5 сільських громад. Населення 7758 — осіб (3751 осіб чоловічої статі та 4007 — жіночої), 1454 дворових господарств.
Старшинами волості були:
- 1900 року Смілик[2];
- 1904 року Могилка[3];
- 1913—1915 року Федір Бойко[4],[5].